# Љеш
Љеш (алб. Lezhë или Lezha) је град у Албанији и седиште истоименог округа. Један је од најстаријих градова у Албанији, а сматра се да је око 2.400 година константно насељен.
Налази се на левој обали Дрима око 9 километара од ушћа Дрима у Јадранско море. Подручје је тешко проходно, мочварно и слабо насељено. Љеш је значајна раскрсница аутомобилских путева за Драч, Тирану, Скадар и Свети Јован (Шенђин). Од Љешa је Дрим низводно плован за мање бродове, а на обали мора је лука Свети Јован.

## Историја
Град је основао Дионизије из Сиракузе 385. године п. н. е, и тад је зван Лис (лат. Lissus). Био је једна од пријестоница илирског краља Генција. Након њега, 168. године прије Христа, био је римски град. Првобитно је припадао римској провинцији Далмацији, а потом позноримској провинцији Превалитани, чији је управни центар био смештен у оближњем Скадру.
Почетком 7. века, византијска провинција Превалитана, којој је припадао и древни Љеш, освојена је од стране Авара и Словена. Иако је у то време пострадао, Љеш није запустео, а на суседним подручјима према северу створена је српска кнежевина Дукља.
Након оснивања Драчке теме у 9. веку, Византијско царство  је почело да се шири према северу, тако да је до почетка 10. века освојило и Љеш, а даље напредовање је забележено и средином истог века, у време настанка историографског списа De administrando imperio, када је Драчка тема поред Љеша обухватала и градове Улцињ и Бар.
Упоредо са ширењем Драчке теме обнављане су и старе епископије, па је тако до почетка 10. века била обновљена и Љешка епископија, која се налазила у саставу православне византијске Драчке митрополије, а такво стање је потрајало до краја византијске власти.
Крајем 12. века, Љеш је заједно са осталом Зетом поново враћен под власт великог жупана Стефана Немање и од тада се налазио у саставу српске државе Немањића, све до друге половине 14. века, када је потпао под власт државе Балшића.
У међувремену је била створена и римокатоличка Љешка бискупија, а град су 1393. године освојили Млечани. Затим га поробљавају Турци османлије од 1487. године; а Срби су се повукли у Љешанску нахију, у данашњој Црној Гори. Током средњег века (као 1578) Љеш је важно трговачко место на којем се продају житарице и со. Богати Турчин Кукли-бег је имао тада два каравансараја, 50 дућана и више ханова и купатила. Године 1614. град је већ изгубио дотадашњи просперитет, ту се налази епископска резиденција, а има свега 500 кућа.
Град је на обали Дрима, а тврђава је над градом на врху Меркинске планине која се уздиже изнад града. Градић је тада био прљав а тврђава је била у рушевном стању. Изнад тврђаве на брду видјеле су се рушевине цркве Св. Николе. Наводно је ту био покопан Скендербег, док је по другој верзији покопан у цркви Св. Николе, бившој саборној цркви у Љешу. Она је претворена у џамију, као и друга црква, Св. Ђорђа. Павле Ровински је записао да су у Љешу и Драчу и у 14. веку владали Радићи и Јурасовићи, све до Авлоне и да је становништво Љеша и околине било српско православно.
У Првом балканском рату, Љеш 18. новембра 1912. су ослободили дијелови српске Дринске II дивизије и Шумадијско-албанског одреда. Преко Љеша зими 1915—1916. године прелазио је већи дио српске војске при повлачењу на југ из Србије, током Првог свјетског рата.